# Anne Neville, hertuginde af Buckingham
Anne Neville (født 1414, død 20. september 1480) var en vigtig engelsk adelskvinde og jordbesidder i det femtende århundrede. Hun var datter af Ralph Neville, 1. jarl af Westmorland, og hans anden hustru Lady Joan Beaufort. Hendes første mand var Humphrey Stafford, 1. hertug af Buckingham.

## Familie
Anne blev født i 1414, datter af Ralph Neville, 1. jarl af Westmorland, og hans anden hustru Lady Joan Beaufort, den legitimerede datter af Johan af Gent, 1. hertug af Lancaster.
På et tidspunkt før oktober 1424 blev hun gift med Humphrey Stafford, 1. hertug af Buckingham, arving efter Edmund Stafford, 5. jarl af Stafford og en af de rigeste mænd i England. Anne og Humphrey var forældre til Humphrey Stafford (d. 22. maj 1458), kendt som jarlen af Stafford, og bedsteforældre til Henry Stafford, 2. hertug af Buckingham. Henry Stafford var leder af "Buckinghams oprør" i 1483 mod kong Richard 3., efter at Richard 3. tilranet sig tronen fra sin nevø kong Edvard 5. Henry Stafford blev henrettet den 2. november 1483, efter at oprøret var mislykkedes.
Hun blev enke i 1460, da Humphrey blev dræbt i Slaget ved Northampton og forblev ugift indtil 1467. I det år tog hun Walter Blount 1. baron Mountjoy (d. 1474) som sin anden ægtemand. Hans testamente antyder, at der på det tidspunkt blev indgået en ægteskabsaftale, for han efterlod Anne "alle de ejendele, som var hendes egne ejendele dagen før vores ægteskab, eller som hun har bragt til siden eller givet af nogen person til hende"
Gennem sit første ægteskab blev Anne en betydelig jordbesidder. Hun ledte godserne og de økonomiske anliggender med en vis succes. Indtægterne fra hendes landbesiddelser steg betydeligt under hendes ledelse. Ved at sammenligne den årlig indkomst på 884 £ i 1460, det år hun blev enke, var indtægterne steget med 40% til 1245 £ i 1473, da hendes barnebarn blev myndig.